# 神戸市立多聞南小学校
神戸市立多聞南小学校（こうべしりつ たもんみなみしょうがっこう）は、かつて兵庫県神戸市垂水区本多聞5丁目に所在していた公立小学校。

## 沿革
- 1974年（昭和49年）4月1日 - 神戸市立多聞台小学校より分離開校。
- 2021年（令和3年）3月31日 - 神戸市立本多聞小学校と統合し、閉校。ただし、学が丘1丁目は、神戸市立多聞東小学校の通学区域に変更。

## 通学区域と進学先中学校
神戸市垂水区
- 神戸市立本多聞中学校 - 本多聞5 - 7丁目
- 神戸市立多聞東中学校 - 学が丘1丁目

## 校区内の主な施設
- 神戸掖済会病院
- いるか保育園

## 交通
- 山陽バス 7・53系統「本多聞5丁目」より